# Панама Оесте
Панама Оесте (на испански: Panamá Oeste, „Панама Запад“) е най-новата провинция на Панама.
Създадена е от пет района на провинция Панама на запад от Панамския канал на 1 януари 2014 година. 
Населението ѝ е 464 038 души (2010 г.), а площта – 2880.1 км². Столица – Ла Чорера (La Chorrera).